# Пантерите (група)
Пантерите е попфолк група, създадена през 1999 година и включва четири момичета – Доби, Ани, Ели и Лили. Певиците са родом от Хасково и част от балет Фрида. Групата се задържа в този състав до 2001. Тогава Лили напуска за кратко групата поради бременност. Ани напуска групата след скандал, а на нейно място идва Бори. През 2002 групата окончателно се разпада.
Дамската формация има издадени два албума – „Луда кръв“ (2000) и „4+“ (2001). Имат съвместни песни с Малките пантери – „Приказен звън“, и с Милко Калайджиев – „Купон“.

## Дискография
- Луда кръв (2000)
- 4+ (2001)

## Награди
2000
- „Тракия Фолк“ – Трета награда на публиката и награда за артистична изява